# Brixia virgulata
Brixia virgulata är en insektsart som beskrevs av Williams 1975. Brixia virgulata ingår i släktet Brixia och familjen kilstritar. Inga underarter finns listade i Catalogue of Life.